# 腺リンパ腫
腺リンパ腫 (adenolymphoma) とは、唾液腺腫瘍の2-15%を占める、比較的稀な良性上皮性腫瘍の組織型である（紛らわしい名称であるが、リンパ球は反応性に集簇しているだけであって新生物ではない）。最近は誤解を避けるために、この疾患の発表者Aldred S. Warthinの名を採ってWarthin腫、ワルチン腫瘍 （Warthin's tumor) と呼ぶことが多い（ただしWarthinの原語発音は「ウォーシン」に近い）。WHO分類での名称はWarthin tumorとなっている（WHO Classification of Head and Neck Tumours, 2017）。
大唾液腺、特に耳下腺（下顎角に近い尾部）に好発し、40歳以上の男性に多い。また、圧倒的に喫煙者に多く見られる。多発例あるいは悪化した報告はあるが、再発は少ない。また、発育は極めて緩慢で、無痛性の境界明瞭な腫瘤としてみられ、周囲組織との癒着はない。一般に菲薄な線維性被膜を有するが、被膜を欠くことがある。治療は外科的摘出であり、予後は良好である。
かつては歯科口腔外科で歯科医師による手術が行われることもあったが、現在は耳鼻咽喉科の医師が執刀することがほとんどである。
組織学的には、腺腔形成を示す好酸性顆粒状細胞質の目立つ上皮細胞とリンパ組織からなる。上皮細胞は2層配列で、内腔側に偏在する濃縮核が目立つ内層の高円柱細胞と、立方形あるいは多角形の外側の細胞からなる。リンパ組織は散在性に胚中心を伴い異型のないリンパ球の密な増生からなる。その他壊死した細胞もよく見られる。拡張した嚢胞状腔では、上皮細胞が腔内に乳頭状に増殖している。嚢胞内容物は分泌物や脱落して変性した好酸性細胞、顆粒状壊死物質であり、腫瘍実質は上皮のみである。

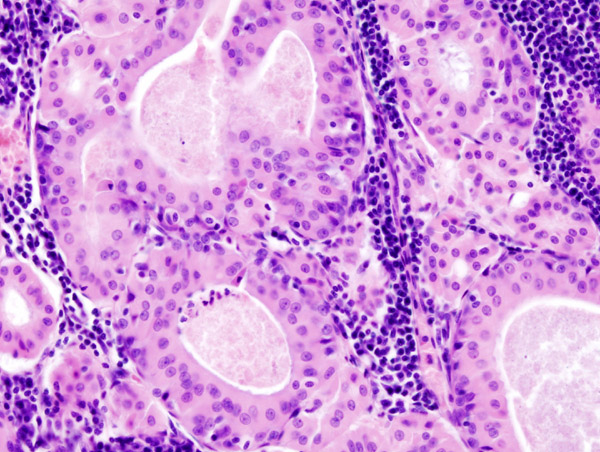
Warthin腫瘍

唾液腺シンチグラムで著明な集積を認める。